# X.25
X.25 er en protokol for pakkeformidlet datakommunikation over WAN. Protokollen er en standard fastsat af ITU-T, som oprindeligt (og under navnet International Telegraph and Telephone Consultative Committee) definerede den i en række arbejdspaper med den endelige form i udgivelsen The Orange Book fra 1976.
Protokollen er opdelt i tre lag, som i høj grad svarer til de tre laveste lag i OSI-modellen, men X.25 er egentlig før OSI, som er fra 1984. Den understøtter også nogle funktioner som ikke findes i OSI.
X.25 var udbredt hos telekommunikationsselskaber fra sidst i 1970'erne til 1990'erne
da det muliggjorde forbindelse på tværs af verden. Det blev også brugt i pengeautomater, som en del af kreditkortbetaling og til andre maskiner til finansielle transaktioner.. Senere er mere overgået til et bruge TCP/IP-internetprotokollen. X.25 bruges dog stadig i luftfartsindustrien.